# La Linera
La Industria La Linera fou la primera fàbrica que es va instal·lar a Parets del Vallès, funcionava com una colònia tèxtil de l'època, però amb la diferència que aquesta es va instal·lar en un poble ja existent. El setembre de 1880 va començar la producció a la indústria "Tejidos Mecánicos Antonio Feliu". Aquesta fàbrica tèxtil la va fer realitat el Sr. Antoni Feliu i Peix, que va decidir de traslladar la producció des de Vilassar de Dalt a Parets del Vallès.
Al voltant de la fàbrica es van crear diversos carrers per als treballadors, ja que en aquella època Parets era un poble agrícola, i també una escola i la casa del director (actual Escola de Música). Durant molt de temps va ser l'única fàbrica de la població, i es varen crear diversos carrers i serveis al voltant de la indústria que era el motor econòmic del poble. La fabrica va tancar les portes el 1971, i actualment els terrenys de la fàbrica són un espai verd, anomenat parc de la Linera, que encara ha estat reformat amb unes obres de millora inaugurades al juny de 2020. Encara es conserva la torre del director, reconvertida en Escola Municipal de Música; l'escola bressol La Cuna, que ja havia acomplert la funció de guarderia per als fills dels obrers; la xemeneia, de 23 metres; i les cases de treballadors, que segueixen unes pautes de construcció a l'estil anglès. D'entre el llegat de La Linera, perduren encara avui dues peces escultòriques de gran bellesa que mostren un teler de filatures i una calandra, talles realitzades pel reconegut escultor Frederic Marés.

## Història
La Linera es va instal·lar a Parets del Vallès entre la mina de Ca n'Oms i el riu Tenes per a poder aprofitar l'aigua, va començar a produir en 1880 sota el nom de "Tejidos Mecánicos Antonio Feliu" i comptava amb 38 treballadors i 28 telers, repartits entre les dues plantes amb les quals comptava la nau central, o quadra vella com era coneguda la nau de producció.
Les corretges que movien els telers, eren mogudes mecànicament gràcies a una màquina de vapor, que s'alimentava amb carbó.
El 1890 morí el fundador de l'empresa, que passà als seus fills, per aquest motiu es va canviar la raó social per "Hijos de Antonio Feliu".
El 1917 torna a canviar la raó social per a la definitiva Indústria La Linera.SA.
A partir de l'any 1959, amb el "Pla d'estabilització econòmica" es van instal·lar al nostre país multinacionals i relacions amb altres països, que feien que s'haguessin de renovar les velles infraestructures per a poder ser competitius, malauradament la Linera no es va adequar als nous temps, i va haver de tancar les portes el 1971.

## L'aigua
Totes les colònies tèxtils s'instal·laven al costat dels rius, per aprofitar l'aigua per a moure els telers, i per a blanquejar els teixits, l'excepció està en La Linera, no era del tot una colònia, ja que es va instal·lar en un poble existent, ni tampoc es va instal·lar al costat del riu, es va instal·lar entre la mina de Ca n' Oms d'on extreien l'aigua per a escalfar-la i moure les turbines a vapor per a moure les corretges dels telers. Aquesta aigua era insuficient així que es va demanar una concessió administrativa per extreure 1.728 m3 cada 24 hores, per a fer-ho realitat es va obrir una mina d'1 km a la llera del riu Tenes, això va fer que es milloressin moltíssim les seccions de blanqueig i tintoreria.
REAL DECRETO 17/03/1942 BOE nº 76 p. 1940
"Autorizando a la <<Indústria Linera, Sociedad Anónima>>, la legalización de las obras ejecutadas para captación de aguas subálveas de la riera de Tenas, en término municipal de Parets (Barcelona), con destino a usos industriales."

## Sucursals
- El 1906 es va obrir una botiga al C/ Espartero 1 -3 de Madrid
- El mateix any, es va obrir un despatx al C/ Casp, 32 de Barcelona
- El 1913 es va obrir el magatzem central al C/ Fontanella, 9 de Barcelona
- I també el magatzem a la Ronda Sant Pere, 8 de Barcelona, que venien al detall
- L'any 1930 com que s'exportava molt, es va obrir una altra fàbrica, aquest cop a Lliçà d'Amunt.

## Les cases dels treballadors

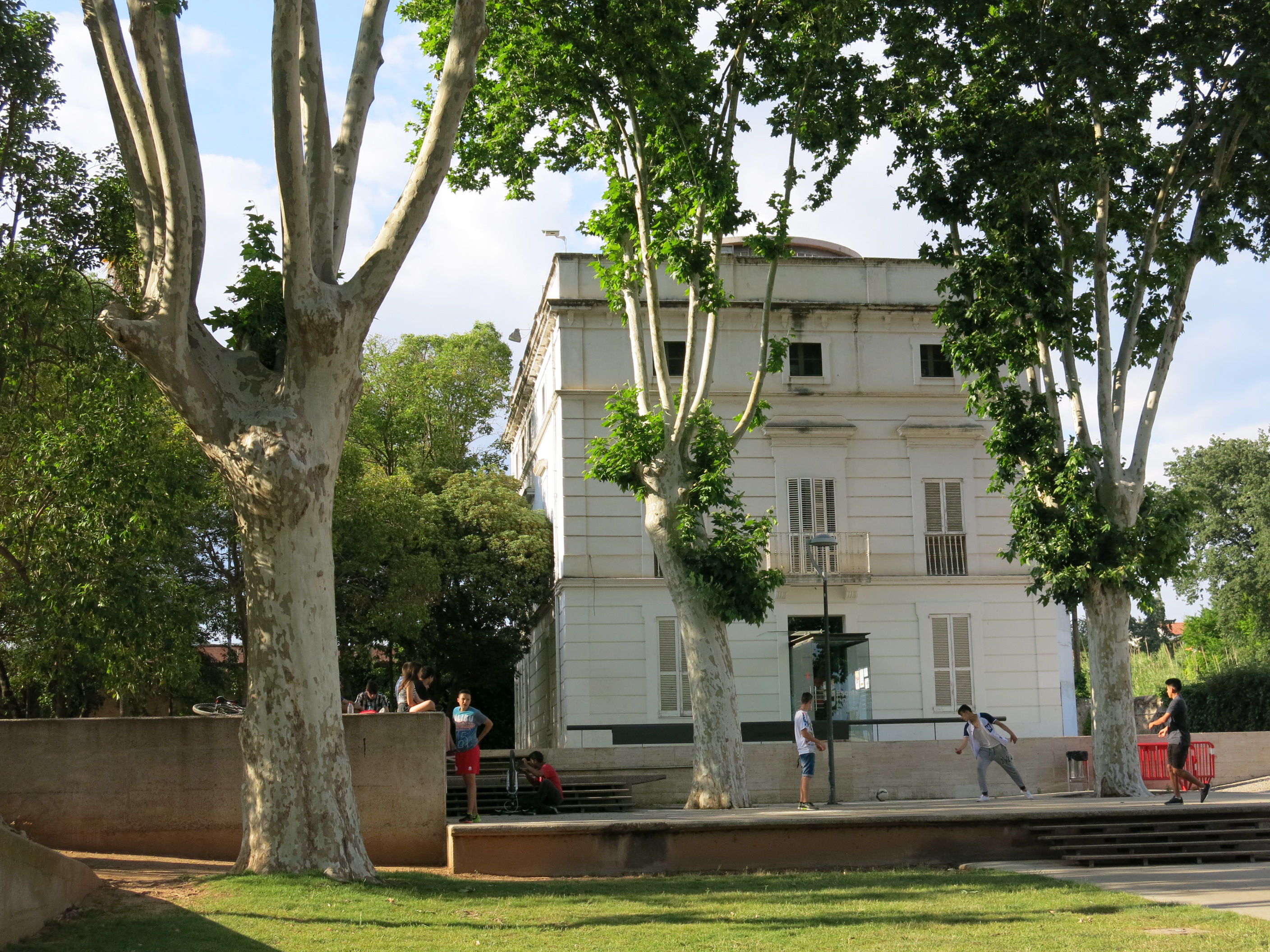
L'actual escola de música, antiga casa del director

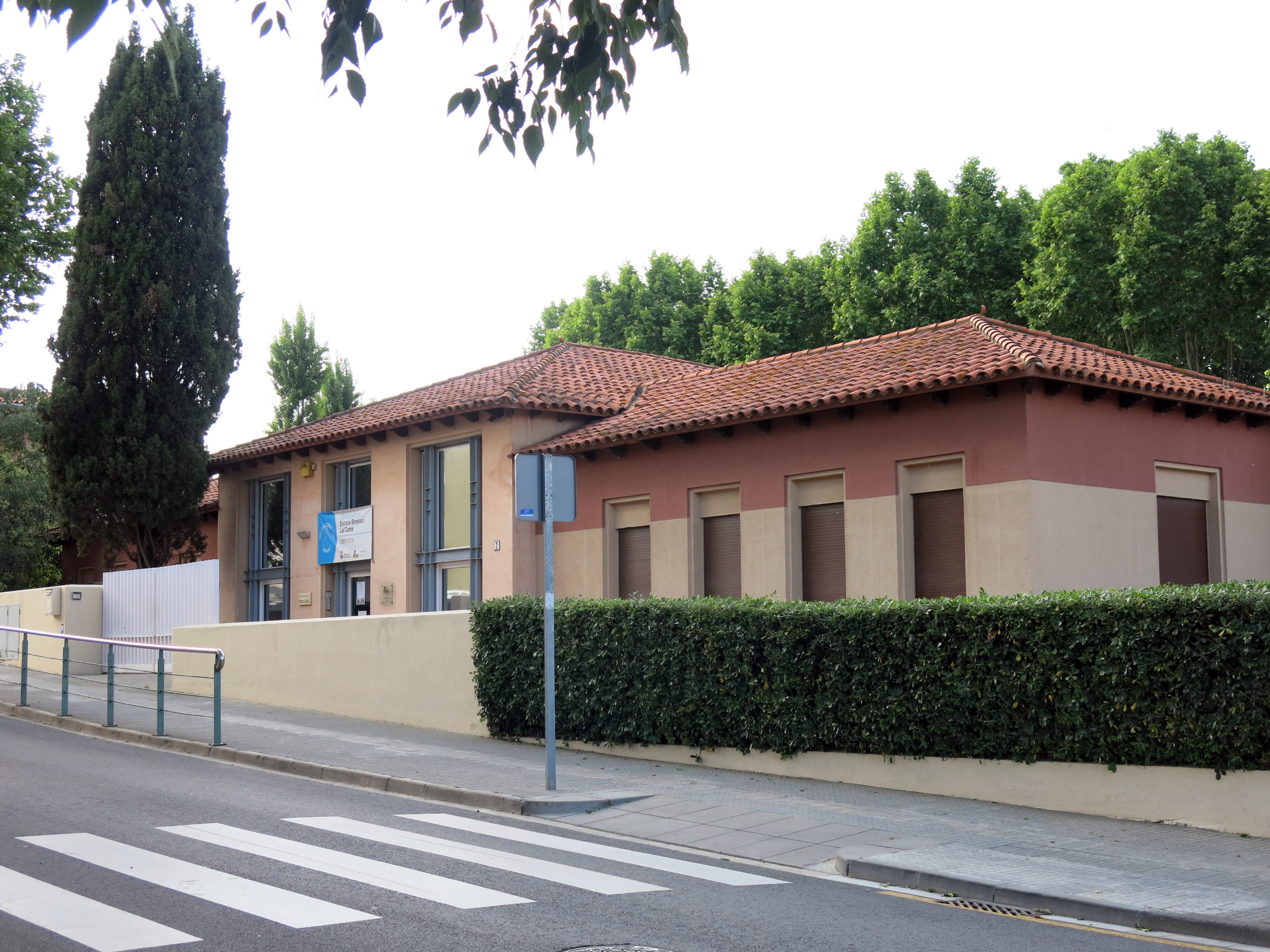
L'actual edifici de l'escola bressol

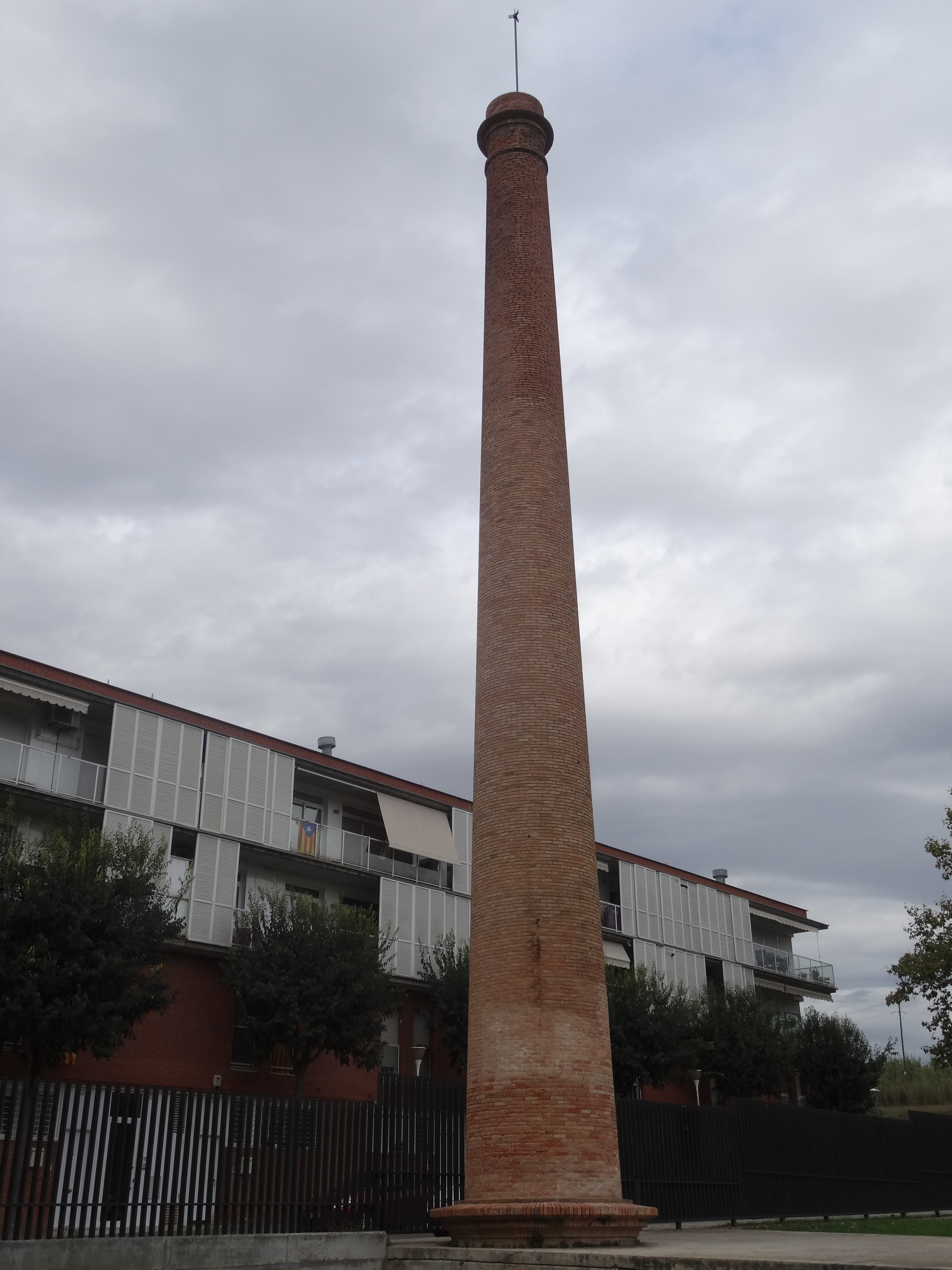
La Xemeneia de la Linera encara es conserva

El nombre de cases construïdes per l'empresa per als seus treballadors/res entre 1876 i 1950 era de 83 cases les dels carrers: Vapor (actual: Antoni Feliu), Santa Irene i Sant Josep. en aquests tres carrers vivien els treballadors de la fàbrica, en augmentar la mà d'obra es va ser necessària la construcció de més habitatges per als seus treballadors/res, es crearen els nous carrers de Sant Antoni Maria Claret amb 20 habitatges, Elisenda de Montcada i de Natzaret amb 8 habitatges(cases de fusta), i dotades totes elles dels seus respectius horts. En total es varen construir 111 habitatges pels treballadors de la fàbrica.
A finals de la dècada de 1960 l'empresa va decidir vendre les cases dels carrers Antoni Feliu, Santa Irene i Sant Josep, donant prioritat als inquilins (treballadors/res). Uns anys més tard es van vendre les cases del carrer Sant Antoni Maria Claret, i els llogaters també varen tenir prioritat en aquesta compra. En el moment de la venda de les cases la família Feliu va mirar d'afavorir al màxim els treballadors/es, amb uns preus molt ajustats.
Els noms dels carrers són en honor de la dona i fills de l'Antoni Feliu:
- Sant Josep en honor del seu fill Josep Feliu i Prats
- Santa Irene per la seva dona, Irene Prats i Català
- Sant Antoni pel seu fill Antoni Feliu i Prats.

## El Camaleó
El dibuixant Josep Triadó va crear l'anagrama del Camaleó, que va ser el símbol emblemàtic dels productes de la casa.

## La Guerra Civil
Durant la guerra civil la Linera va continuar la seva activitat, encara que molts dels treballadors van ser cridats a files, i les dones van tenir un paper molt important en el dia a dia de la fabrica. El 1937 es va convertir en cooperativa obrera i en acabar la guerra va tornar a mans dels seus propietaris. Durant la guerra i la següent dècada va patir bastants restriccions elèctriques, amb l'inconvenient que impedien treballar la setmana sencera i obligaven a fer horaris laborals canviants.
El 21 de juliol de 1936 es va cremar l'església de Sant Esteve, i després de la guerra civil l'any 1946 el propietari de La Linera Josep Feliu va decidir de reconstruir-la, i ho va encarregar a l'arquitecte Francesc Folguera i l'escultor Frederic Marès, també a la fàbrica es va fer una recol·lecta entre els treballadors i la gent del poble per a comprar unes làmpades per a l'església, així les làmpades actuals pertanyen a la gent del poble.

## Desaparició
L'any 1971 la Linera va tancar definitivament les seves portes, totes les seves instal·lacions van quedar abandonades, excepte les cases dels treballadors que l'empresa les va vendre als seus inquilins. L'any 1991 l'ajuntament va presentar un projecte per a reformar la quadra vella, que en aquell moment estava en ruïnes i crear un centre de dia per als avis, finalment el 14 de juny de 1994 es va enderrocar la quadra vella, i els túnels subterranis que unien la fàbrica amb la guarderia "Casa Cuna", i el bosc pròxim, creats com a refugi i per evacuar els treballadors durant la guerra civil.
En els terrenys que ocupava la fàbrica es va crear un espai verd "El parc de la linera", on es va mantenir la xemeneia de 23 m, i es va restaurar la guarderia Casa Cuna, i la torre del director que va passar a ser l'Escola de Música.
Abans d'enderrocar la fàbrica l'ajuntament va extreure 68 columnes amb capitell de ferro colat que aguantaven la nau, i 17 encavallades metàl·liques (tipus belga) que aguantaven la coberta, per a fer una futura glorieta, on exhibir material de la fàbrica.